# David Muntaner
Sebastián David Muntaner Juaneda (nascido em 12 de julho de 1983) é um ciclista espanhol que participa em competições de ciclismo de pista.
Participou de duas Olimpíadas, em Pequim 2008 e em Londres 2012. Em 2008, terminou na sétima posição na prova de perseguição por equipes; e em 2012, na mesma prova, obteve o sexto lugar.
Na disciplina em estrada, ele estreou como profissional com a equipe polonesa de categoria UCI Continental, ActiveJet Team, para a temporada de 2014.